# Керо (Илиноис)
Керо (енгл. Cairo) град је у америчкој савезној држави Илиноис. По попису становништва из 2010. у њему је живело 2.831 становника.

## Демографија
Према попису становништва из 2010. у граду је живело 2.831 становника, што је 801 (22,1%) становника мање него 2000. године.
| Група             | 2000.         | 2010.         |
| Белци             | 1.300 (35,8%) | 775 (27,4%)   |
| Афроамериканци    | 2.241 (61,7%) | 1.971 (69,6%) |
| Азијати           | 26 (0,7%)     | 12 (0,4%)     |
| Хиспаноамериканци | 27 (0,7%)     | 11 (0,4%)     |
| Укупно            | 3.632         | 2.831         |